# San Juan Cotzal
San Juan Cotzal es un municipio del departamento de Quiché, en la República de Guatemala. Está situado en las faldas de la Sierra de los Cuchumatanes y la Sierra de Chamá, y colinda al norte con el municipio de Chajul, al este con Uspantán, al sur con Cunén y al oeste con Nebaj.
La población está repartida sobre la cabecera municipal y 32 comunidades rurales. Para el año 2018 se determinó que el 76% de la población era de la etnia Ixil, 19% de la etnia quiché y 4% ladino.
Antes de la llegada de los españoles en 1524, la región maya Ixil era un solo pueblo, un grupo que se había desprendido del pueblo maya Mam que habitaba en el nor-occidente del país. Ha sido poblado desde el período clásico de la civilización maya, probablemente antes de 200 d.c., lo que queda evidenciado porque se han encontrado sitios arqueológicos del período poslásico tardío en Cajixay, en donde existen restos de dicho período -como esculturas de piedra, vasijas de cerámica pintadas y piezas de jade-. El área fue un centro de gran importancia y mantuvo relaciones comerciales con Tikal durante el período clásico tardío —559 a 900 d.c.— 
Cuando los españoles e indígenas tlaxcaltecas y cholultecas invadieron Guatemala en la década de 1520, la región de Sacapaulas y otros poblados indígenas ixiles y uspantekos resistieron varios años a la conquista gracias a su ubicación en la sierra de los Cuchumatanes y a la ferocidad de sus guerreros; tras varios años de derrotar los intentos de conquista española, finalmente fueron derrotados en diciembre de 1530, y los guerreros sobrevivientes fueron marcados como esclavos en castigo a su prolongada resistencia. Las tierras y los habitantes fueron divididos en grandes espacios llamados encomiendas y distribuidos entre los primeros colonizadores.
Tras la Independencia de Centroamérica en 1821, durante el gobierno liberal del general Justo Rufino Barrios, los pobladores fueron presionados para cortar café en las fincas de los funcionarios de gobierno y de colonos extranjeros en condiciones muy difíciles mediante el Reglamento de Jornaleros que decretó Barrios; dichas fincas fueron formadas luego del desposo de las tierras comunales indígenas de forma violenta o fraudulenta.
La población de San Juan Cotzal sufrió de manera notable durante la Guerra Civil de Guatemala, especialmente con la política contrainsurgente de los gobiernos de Fernando Romeo Lucas García y de Efraín Ríos Montt, la cual propició la concentración de la población en las denominadas «aldeas modelo», como Santa Avelina, San Felipe Chenlá y Ojo de Agua, en donde los habitantes se encontraban bajo control militar, residían forzosamente en centros de características urbanas y tenían que participar en las Patrullas de Autodefensa Civil (PAC) organizadas por el gobierno guatemalteco.

## Demografía
De acuerdo a los censos realizados por el Instituto Nacional de Estadística (INE), el total de población del Municipio en el año 1994 era de 14137 habitantes; en 2002 se registró un crecimiento de 42% y según el censo realizado en 2018 determinó un crecimiento adicional de un 71%. A continuación se muestran las diferentes clasificaciones poblaciones y cómo éstas evolucionaron de 1994 a 2018:
| Sexo    | Total Censo 1994 | % Censo 1994 | Total Censo 2002 | % Censo 2002 | Total Censo 2018 | % Censo 2018 |
| ------- | ---------------- | ------------ | ---------------- | ------------ | ---------------- | ------------ |
| Hombres | 6631             | 47           | 9,611            | 48           | 16771            | 49           |
| Mujeres | 7506             | 53           | 10,439           | 52           | 17456            | 51           |
| TOTAL   | 14137            | 100          | 20050            | 100          | 34227            | 100          |

| Rango de edad | Total Censo 1994 | % Censo 1994 | Total Censo 2002 | % Censo 2002 | Total Censo 2018 | % Censo 2018 |
| ------------- | ---------------- | ------------ | ---------------- | ------------ | ---------------- | ------------ |
| De 0 a 6      | 3436             | 24           | 5168             | 26           | 6845             | 20           |
| De 7 a 14     | 3201             | 23           | 4493             | 22           | 7188             | 21           |
| De 15 a 64    | 7080             | 50           | 9686             | 48           | 18825            | 55           |
| De 65 a más   | 420              | 3            | 703              | 4            | 1369             | 4            |
| TOTAL         | 14137            | 100          | 20050            | 100          | 34227            | 100          |

| Etnia       | Total Censo 1994 | % Censo 1994 | Total Censo 2002 | % Censo 2002 | Total Censo 2018 | % Censo 2018 |
| ----------- | ---------------- | ------------ | ---------------- | ------------ | ---------------- | ------------ |
| Indígena    | 13236            | 94           | 19520            | 97           | 32858            | 96           |
| No indígena | 901              | 6            | 530              | 3            | 1369             | 4            |
| TOTAL       | 14137            | 100          | 20050            | 100          | 34227            | 100          |

| Área   | Total Censo 1994 | % Censo 1994 | Total Censo 2002 | % Censo 2002 | Total Censo 2018 | % Censo 2018 |
| ------ | ---------------- | ------------ | ---------------- | ------------ | ---------------- | ------------ |
| Urbana | 5,069            | 36           | 9037             | 45           | 15402            | 45           |
| Rural  | 9,068            | 64           | 11013            | 55           | 18825            | 55           |
| TOTAL  | 14137            | 100          | 20050            | 100          | 34227            | 100          |

### Densidad poblacional
Para el Municipio la extensión territorial es de 182 km², en el censo del año 1994 la densidad era de setenta y ocho personas por kilómetro cuadrado; para el 2002 de ciento diez personas y para el 2008 era de ciento cuarenta y tres personas. Se calcula que el 46% de los entrevistados tienen familiares que emigraron de la siguiente manera: 15% al municipio de Santa María Nebaj, 13% a otros departamentos colindantes, 64% a la ciudad capital y 15% a México y Estados Unidos. Los motivos por los cuales se han desplazado son: económicos, violencia de la Guerra Civil de Guatemala y porque contraen matrimonio con personas originarias de otro lugar.

### Vivienda
El 86% de las casas de habitación son propias de quienes habitan en ellas, mientras que el resto vive en residencias prestadas (12%) o alquiladas (2%). La mayoría de las estructuras están construidas con techos de lámina de zinc, aunque subsisten algunas casa antiguas con techo de teja. Las paredes de las casas en el caso urbano son principalmente de block de cemento y de madera, y ya solo quedan unas cuantas residencias de adobe, el cual fue abandonado luego de los nefastos efectos del terremoto de 1976. En el área rural se encuentran más casas de adobe, pero la mayoría son de madera con techo de teja y, de acuerdo a un estudio de 2008, más del 90% de las casas carece de piso de cemento.

### Ocupación y salarios
La habitantes del municipio se dedican principalmente a la agricultura, y en este renglón quienes tienen mejores ingresos son aquellos que trabajan en su propio terreno.
| Actividad      | Área urbana | Área rural | Total | %   |
| -------------- | ----------- | ---------- | ----- | --- |
| Agricultura    | 93          | 371        | 464   | 61  |
| Administración | 80          | 48         | 128   | 17  |
| Artesanal      | 42          | 45         | 87    | 11  |
| Comercio       | 33          | 24         | 57    | 8   |
| Pecuaria       | 2           | 11         | 13    | 2   |
| Industria      | 5           | 5          | 10    | 1   |
| TOTAL          | 255         | 504        | 759   | 100 |

| Fuente             | Área urbana | Área rural | % Total |     |
| ------------------ | ----------- | ---------- | ------- | --- |
| Trabaja su terreno | 79          | 193        | 272     | 52  |
| Empleado           | 69          | 115        | 184     | 36  |
| Negocio propio     | 26          | 21         | 47      | 9   |
| Remesas familiares | 8           | 1          | 9       | 2   |
| Jubilación         | 5           | 2          | 7       | 1   |
| TOTAL              | 187         | 332        | 519     | 100 |

| Cifras en quetzales | Hogares | %   |
| ------------------- | ------- | --- |
| 0 a 400             | 173     | 33  |
| 401 a 800           | 174     | 33  |
| 801 a 1200          | 85      | 16  |
| 1201 a 1600         | 38      | 7   |
| 1601 a 2000         | 26      | 4   |
| 2001 a 2400         | 9       | 2   |
| 2401 a 2800         | 9       | 2   |
| 2801 a 3200         | 10      | 2   |
| 3201 a 3600         | 0       | 0   |
| 3601 o más          | 3       | 1   |
| TOTAL               | 527     | 100 |

El 82% de la población tenía ingresos de Q1,200.00 mensuales —equivalentes a Q40.00 diarios- o menos, lo que era menor al salario mínimo vigente en ese momento. Según el Instituto Nacional de Estadística, en 2002 San Juan Cotzal presentaba un 83.93% de pobreza, con índice de severidad del 20.59%; 29.11% de pobreza extrema y 0.29% de severidad extrema; por su parte, la Secretaría General de Planificación (SEGEPLAN) reportaba un 86.25% con un índice de severidad de 23.25%, de pobreza extrema 38.07%, y de 4.22% de severidad extrema. Estos datos se deben a que la población enfrenta condiciones de pobreza debido al estancamiento en el desarrollo económico que provocó la guerra civil de la segunda mitad del siglo xx, aunque de por sí, las condiciones en que vivía la población antes del conflicto no favorecían su desarrollo económico.

## División política
En San Juan Cotzal, el ordenamiento territorial y el desarrollo urbano y rural están a cargo del Concejo Municipal y la Oficina Municipal de Planificación. La división política ha tenido tres períodos relevantes:
- Reconocimiento en la administración política de Guatemala al crearse el departamento de Quiché por Decreto del Ejecutivo N.º 71 de fecha 12 de febrero de 1872.
- Reordenamiento territorial derivado del ingreso de los repatriados en 1997 por la firma de los Acuerdos de Paz.
- Cambios en la estructura, organización e incremento de los centros poblados en el período 1998-2008.

La tabla que sigue muestra el registro retrospectivo de la división política:
| N.° | Centro Poblado     | Censo 1994 | Estimado 2008 | Distancia cabecera municipal (km) |
| --- | ------------------ | ---------- | ------------- | --------------------------------- |
| 1   | San Juan Cotzal    | Pueblo     | Pueblo        | 0                                 |
| 2   | Tixelap            | Caserío    | Aldea         | 1                                 |
| 3   | Pulay              | Caserío    |               | 7                                 |
| 4   | Los Ángeles        | Agro Aldea |               | 1                                 |
| 5   | Q´anel             | Caserío    |               | 6                                 |
| 6   | Ojo de Agua        | Caserío    | Aldea         | 5                                 |
| 7   | Asich              | Aldea      | Aldea         | 5                                 |
| 8   | La Esperanza       | Aldea      |               | 5                                 |
| 9   | San Nicolás        |            | Aldea         | 5                                 |
| 10  | Santa Avelina      | Finca      | Aldea         | 10                                |
| 11  | Chichel            | Aldea      | Aldea         | 10                                |
| 12  | Vichivalá          | Caserío    | Aldea         | 7                                 |
| 13  | San Felipe Chenlá  | Finca      | Agro Aldea    | 4                                 |
| 14  | La Bendición       | Finca      | Agro Aldea    | 6                                 |
| 15  | Jacvintab          |            | Caserío       | 7                                 |
| 16  | Kuul               | Caserío    |               | 7                                 |
| 17  | Vichemal           | Caserío    | Aldea         | 22                                |
| 18  | Belén              | Agro Aldea |               | 4                                 |
| 19  | Namá               | Caserío    | Aldea         | 6                                 |
| 20  | Xolcó              |            | Caserío       | 8                                 |
| 21  | Chinimaquín        |            | Aldea         | 16                                |
| 22  | Xobalpe            |            | Caserío       | 5                                 |
| 23  | Cajixay            | Caserío    | Aldea         | 13                                |
| 24  | Tizinimachín       |            | Caserío       | 13                                |
| 25  | Chisis             |            | Aldea         | 14                                |
| 26  | Titzach            | Aldea      | Aldea         | 19                                |
| 27  | Quisis             | Finca      | Caserío       | 17                                |
| 28  | San Francisco      | Finca      | Finca         | 17                                |
| 29  | Sajubal            |            | Aldea         | 14                                |
| 30  | El Pinal           |            | Aldea         | 12                                |
| 31  | Tzibanay           |            | Aldea         | 15                                |
| 32  | Pamaxán            |            | Aldea         | 22                                |
| 33  | Buenos Aires       |            | Aldea         | 22                                |
| 34  | Villa Hor. Antigua |            | Aldea         | 21                                |
| 35  | Villa Hortensia I  | Caserío    | Aldea         | 18                                |
| 36  | Villa Hortensia II | Caserío    | Aldea         | 20                                |
| 37  | Xeputul I          | Aldea      | Aldea         | 22                                |
| 38  | Xeputul II         | Caserío    | Aldea         | 24                                |
| 39  | San Marcos Cumlá   | Caserío    | Caserío       | 30                                |

El Municipio se divide en ocho micro-regiones, cuenta con treinta y nueve centros poblados en las categorías siguientes: un pueblo con cincuenta y tres cantones en el área urbana; veinticuatro aldeas, cuatro agro aldeas; nueve caseríos y una finca. La clasificación «agro aldeas» se debe a que la Fundación Agros -de origen estadounidense-, compró tierras y luego las donó a familias que no contaban con un lugar donde vivir o que habían perdido sus tierras debido a la Guerra Civil de Guatemala.

## Geografía física

### Orografía
Las zonas montañosas del Municipio, corresponden a las micro-regiones IV, VII y VIII como las montañas de Tz’ununkab’ y los cerros Peña Amarilla, Vimam, Isacbal, Binajcap, Pamaxán, Xe'putul, Vi' chemal, Kab'no', ch'sis. Con 50% de pendientes inclinadas, 25% de menos inclinadas y el resto corresponden a áreas semiplanas. Según la clasificación de Holdridge está dentro del Bosque húmedo subtropical. en ella se encuentran especies silvestres que están en peligro de extinción por las actividades humanas y el cambio climático.
Los suelos en su mayoría son de roca caliza y constituyen uno de los sistemas frágiles de formación calcárea (Karst), también existen los formados en conglomerados arcillosos encontrándose en relieves ondulados y quebrados.

### Hidrografía

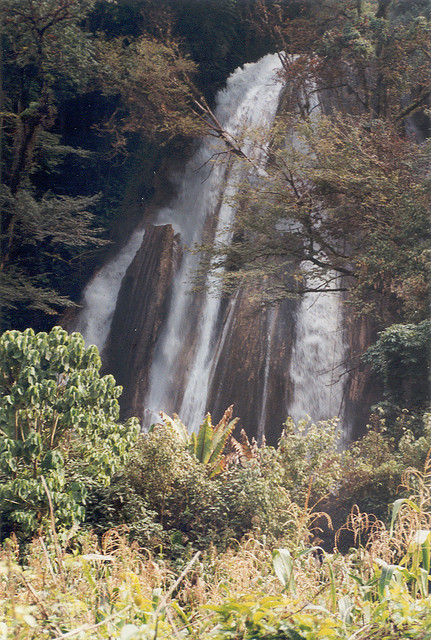
Cascadas cerca San Juan Cotzal.

Los ríos más importantes del municipio se localizan en la cabecera municipal y en Santa Avelina, Chichel, Villa Hortensia II, Namá, Xeputul I y Cajixay; éstos son: cuenca del río Usumacinta, subcuenca del Río Salinas y cascadas de Santa Avelina y Chichel. Las corrientes fluviales que se desprenden de las cuencas principales son los ríos Cotzal Chinimaquín, Tichun, Chamul, Pescado Tina’b’atz Utxmila, Tz’inata Xevi’vitz, Tziaja Chipal y Moxla; Quebradas El Chorro, Niila’ y Xetenamich.
Las Cascadas de Chichel y Santa Avelina nacen en las regiones III y VI, mientras que el río Cotzal Chinimaquín atraviesa las ocho regiones desde Pulay hasta Xeputul II de donde se desprenden los demás afluentes. Desafortunadamente, los ríos Cotzal Chinimaquín, Tichun y Chamul están contaminados por desechos como basura, aguas negras y desperdicios orgánicos.

### Bosques
El Municipio posee una superficie forestal de 97% que ocupa 7,046 ha, el bosque es latifoleado o frondoso, crece a un ritmo de ocho hectáreas anuales; la forestación se compone de árboles de alto valor comercial como pinos, cipreses y cedros.
El territorio se encuentra en las zonas de vida Bosque Muy Húmedo Montano, con un área de 99.18 km², Bosque Húmedo Montano Bajo 101.29 km² y Bosque Muy Húmedo Subtropical equivalente a 29.53 km².
A excepción del casco urbano, todas las comunidades tienen amplias extensiones de bosque con árboles maderables y no maderables. La localidad cuenta con un técnico que representa al Instituto Nacional de Bosques –INAB-, política forestal y un vivero municipal ubicado en la aldea Asich.
Para mantener el clima local y regional del área Ixil, se promueven nueve proyectos de reforestación que beneficiarán a las aldeas Buenos Aires, Vichivalá, Quisis, Santa Avelina, Finca San Francisco y Pamaxán.
Se observó tala de árboles para consumo energético y comercial; no hubo reportes de tala ilícita, incendios forestales y destrucción de área boscosa por desastres naturales.

### Suelos
Según la clasificación de reconocimiento de los suelos, a San Juan Cotzal le corresponde la serie Calanté, Carchá y Toquía los cuales se caracterizan por ser profundos y bien drenados, desarrollados sobre una mezcla de residuos de caliza y ceniza volcánica.
Tipos de suelo: Las series de suelos se identifican con los símbolos siguientes: Ca-CalantÚ, Cr-Carchß, Tq-Toquiß. La serie representativa es: (Ca) Calanté, las características son suelos profundos de bien a excesivamente drenados, desarrollados sobre una mezcla de residuos de caliza y de ceniza volcánica fina en regiones húmedas.
El perfil del suelo Calanté es franco limoso; los 15 centímetros de la parte superior es franco limoso y arenoso, de color café oscuro a café muy oscuro. Casi todas las áreas están libres de piedras, la estructura es granular suave.
El suelo intermedio a una profundidad aproximada de 35 centímetros es franco limoso de color café muy oscuro, de estructura granular medianamente ácida. El inferior a una profundidad aproximada de 90 centímetros es franco arcilloso, franco limoso y arenoso de color café amarillento; con estructura cúbica firme y de reacción medianamente ácida.
Los suelos (Cr) Carchá son profundos, bien drenados, desarrollados sobre ceniza volcánica blanca de grano fino.
Los suelos (Tq) Toquía son poco profundos, bien drenados, desarrollados sobre caliza en un clima frío y húmedo.
Usos del suelo: Los resultados de la investigación indican que el potencial del suelo es para producción forestal y agrícola, debido a la composición de suelos, topografía, clima y fuentes de agua. La reacción de los suelos es medianamente ácida con un potencial hidrogénico de 5.5 a 6.0; lo que significa que es favorable para la siembra de cualquier tipo de cultivo.

### Fauna y flora
Se integra por las especies silvestres: quetzalillo amarillo, tortolito, gorrión, codorniz, tecolote, ardilla, tepezcuintle, tacuazín, coyote, tigrillo, venado y murciélago. La fauna doméstica, es decir, aquellas especies sometidas a la explotación de trabajo, carne u otros fines, se compone por caballos, burros, cerdos, gallinas, vacas, bueyes, cabras, ovejas, perros y gatos.
Entre las flores se pueden mencionar: las azucenas, alcatraces, crisantemos lila y dalias. La riqueza maderada se integra por: pino liso, pino blanco, encino, ciprés, caoba, cedro, palo blanco y casuarina.

### Clima
La cabecera municipal de San Juan Cotzal tiene clima templado (Clasificación de Köppen: Cfb). Por las características geográficas del municipio, el clima es frío en el noroeste y templado en el nor-oriente. Se distinguen marcadamente la época seca en los meses de octubre a abril y la húmeda en los meses de mayo a septiembre, aunque actualmente se tienen las primeras lluvias a finales del mes de mayo. En cuanto a la precipitación pluvial, se estima que llueve al año 150 días y la temperatura media anual es de 22 °C con una humedad relativa de 75% a 80% anual, la cual no se ha modificado.
| Parámetros climáticos promedio de San Juan Cotzal | Parámetros climáticos promedio de San Juan Cotzal | Parámetros climáticos promedio de San Juan Cotzal | Parámetros climáticos promedio de San Juan Cotzal | Parámetros climáticos promedio de San Juan Cotzal | Parámetros climáticos promedio de San Juan Cotzal | Parámetros climáticos promedio de San Juan Cotzal | Parámetros climáticos promedio de San Juan Cotzal | Parámetros climáticos promedio de San Juan Cotzal | Parámetros climáticos promedio de San Juan Cotzal | Parámetros climáticos promedio de San Juan Cotzal | Parámetros climáticos promedio de San Juan Cotzal | Parámetros climáticos promedio de San Juan Cotzal | Parámetros climáticos promedio de San Juan Cotzal |
| Mes                                               | Ene.                                              | Feb.                                              | Mar.                                              | Abr.                                              | May.                                              | Jun.                                              | Jul.                                              | Ago.                                              | Sep.                                              | Oct.                                              | Nov.                                              | Dic.                                              | Anual                                             |
| ------------------------------------------------- | ------------------------------------------------- | ------------------------------------------------- | ------------------------------------------------- | ------------------------------------------------- | ------------------------------------------------- | ------------------------------------------------- | ------------------------------------------------- | ------------------------------------------------- | ------------------------------------------------- | ------------------------------------------------- | ------------------------------------------------- | ------------------------------------------------- | ------------------------------------------------- |
| Temp. máx. media (°C)                             | 21.4                                              | 22.4                                              | 24.2                                              | 24.7                                              | 24.3                                              | 23.3                                              | 22.7                                              | 23.1                                              | 23.0                                              | 22.0                                              | 22.1                                              | 21.8                                              | 22.9                                              |
| Temp. media (°C)                                  | 15.5                                              | 16.0                                              | 17.5                                              | 18.2                                              | 18.3                                              | 18.3                                              | 17.6                                              | 17.6                                              | 17.6                                              | 17.0                                              | 16.5                                              | 16.0                                              | 17.2                                              |
| Temp. mín. media (°C)                             | 9.6                                               | 9.6                                               | 10.8                                              | 11.7                                              | 12.4                                              | 13.3                                              | 12.5                                              | 12.1                                              | 12.3                                              | 12.0                                              | 10.9                                              | 10.2                                              | 11.5                                              |
| Precipitación total (mm)                          | 44                                                | 29                                                | 40                                                | 53                                                | 118                                               | 284                                               | 231                                               | 199                                               | 227                                               | 197                                               | 104                                               | 46                                                | 1572                                              |
| Fuente: Climate-Data.org                          |                                                   |                                                   |                                                   |                                                   |                                                   |                                                   |                                                   |                                                   |                                                   |                                                   |                                                   |                                                   |                                                   |

### Ubicación geográfica
San Juan Cotzal es uno de los veintiún municipios del departamento de Quiché. Es un municipio del área Ixil asentado en las faldas de la Sierra de los Cuchumatanes y en la parte medio de la Sierra de Chamá; colinda al norte con San Gaspar Chajul, al este con San Miguel Uspantán, al sur con Santa María Cunén y al oeste con Santa María Nebaj. La mayor parte del territorio se ubica entre 1800 y 2600 metros sobre el nivel del mar; con una extensión territorial aproximada de 182 kilómetros cuadrados, que representa un 2.2% del departamento de El Quiché.
El Municipio se encuentra a 269 km de la Ciudad de Guatemala por la carretera Interamericana, se enlaza por la Carretera Departamental Quiché Seis Oeste a 104 km de la Cabecera Departamental.
|              | Norte: Chajul |                |
| Oeste: Nebaj |               | Este: Uspantán |
|              | Sur: Cunén    |                |

## Gobierno municipal
Los municipios se encuentran regulados en diversas leyes de la República, que establecen su forma de organización, lo relativo a la conformación de sus órganos administrativos y los tributos destinados para los mismos.  Aunque se trata de entidades autónomas, se encuentran sujetos a la legislación nacional y las principales leyes que los rigen desde 1985 son:
| N.º | Ley                                                | Descripción |
| --- | -------------------------------------------------- | --- |
| 1   | Constitución Política de la República de Guatemala | Tiene una regulación legal específica para los municipios en los artículos 253 al 262. |
| 2   | Ley Electoral y de Partidos Políticos              | Ley de carácter constitucional aplicable a los municipios en el tema de la conformación de sus autoridades electas. |
| 3   | Código Municipal                                   | Decreto 12-2002 del Congreso de la República de Guatemala. Tiene la categoría de ley ordinaria y contiene preceptos generales aplicables a todos los municipios, e inclusive contiene legislación referente a la creación de los municipios.             |
| 4   | Ley de Servicio Municipal                          | Decreto 1-87 del Congreso de la República de Guatemala. Regula las relaciones entra la municipalidad y los servidores públicos en materia laboral. Tiene su base constitucional en el artículo 262 de la constitución que ordena la emisión de la misma. |
| 5   | Ley General de Descentralización                   | Decreto 14-2002 del Congreso de la República de Guatemala. Regula el deber constitucional del Estado, y por ende del municipio, de promover y aplicar la descentralización y desconcentración económica y administrativa.                                |

El gobierno de los municipios está a cargo de un Concejo Municipal mientras que el código municipal —ley ordinaria que contiene disposiciones que se aplican a todos los municipios— establece que «el concejo municipal es el órgano colegiado superior de deliberación y de decisión de los asuntos municipales […] y tiene su sede en la circunscripción de la cabecera municipal»; el artículo 33 del mencionado código establece que «[le] corresponde con exclusividad al concejo municipal el ejercicio del gobierno del municipio».
El concejo municipal se integra con el alcalde, los síndicos y concejales, electos directamente por sufragio universal y secreto para un período de cuatro años, pudiendo ser reelectos.
La Corporación Municipal representada por el alcalde, treinta y ocho alcaldes auxiliares, treinta y ocho Consejos Comunitarios de Desarrollo (COCODE)s y un Consejo Municipal de Desarrollo (COMUDE), promueve el desarrollo integral del municipio realizando proyectos, y proveyendo servicios y participación ciudadana. El COMUDE es la principal instancia que incluye participantes de la población y autoridades municipales y se encarga de elaborar y proponer políticas, planes, programas y proyectos de desarrollo; por su parte, los COCODEs son los entes encargados de promover el desarrollo de los centros poblados a los que representan y se renuevan cada dos años.

## Reseña histórica
Arqueólogos estudiosos de la Cultura maya han reportado que el pueblo ixiles que vivía en la región en donde se encuentra el moderno San Juan Cotzal fue un pueblo que habitó la mayor parte del territorio sur de Guatemala durante el período clásico maya. Vestigios arqueológicos en el área han permitido determinar que hubo asentamientos humanos desde 500 a. C. El principal cultivo de los ixiles era el maíz, que ha sido cultivado desde el año 3500 a. C.

### Conquista española

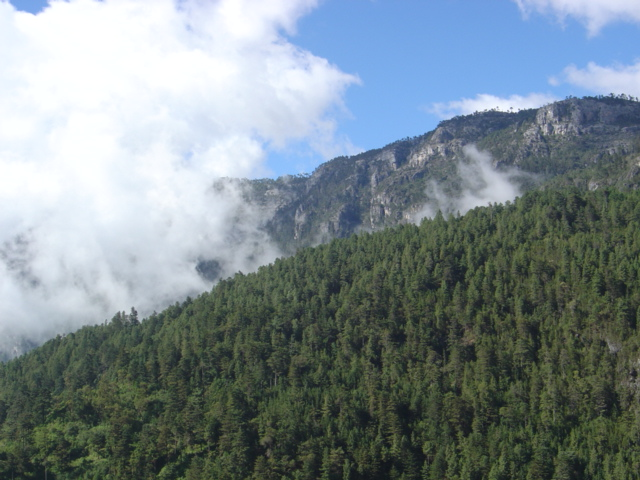
El terreno difícil y la lejanía de los Cuchumatanes, hicieron su conquista difícil.

En los diez años después de la caída de Zaculeu, los españoles trataron de invadir la Sierra de los Cuchumatanes para conquistar a los pueblos chuj y q'anjob'al y para buscar oro, plata y otras riquezas; sin embargo, la lejanía y la dificultad del terreno hicieron que su conquista resultara difícil.
Después de los españoles conquistaron la parte occidental de la sierra de los Cuchumatanes, los ixiles y uspantecos(uspantek) los lograron evadir; estos pueblos eran aliados y en 1529 los guerreros uspantecos estaban hostigando a las fuerzas españolas tratando de fomentar la rebelión entre los quichés. Gaspar Arias, magistrado de Guatemala, penetró en los Cuchumatanes orientales con una infantería de sesenta soldados españoles y trescientos guerreros aliados indígenas y a principios de septiembre había logrado imponer la autoridad española temporalmente en el área que ocupan los modernos poblados de Chajul y Nebaj. Luego, cuando marchaba al este hacia Uspantán, Arias recibió aviso de que el gobernador en funciones de Guatemala, Francisco de Orduña, lo había destituido como magistrado y tuvo que regresar a Guatemala, dejando al mando al inexperto Pedro de Olmos. Olmos lanzó un desastroso asalto frontal a la ciudad, en donde los españoles fueron emboscados por la retaguardia por más de dos mil guerreros uspantecos; los sobrevivientes que lograron escapar, regresaron, hostigados, a la guarnición española en Q'umarkaj.
Un año más tarde, Francisco de Castellanos encabezó una nueva expedición militar contra los ixiles y uspantecos, con ocho cabos, treinta y dos hombres montados, cuarenta soldados españoles a pie y cientos de guerreros aliados indígenas; en las laderas más altas de los Cuchumatanes, en el área que ocupa el moderno municipio de Sacapulas, se enfrentaron contra casi cinco mil guerreros ixiles procedentes de Nebaj y asentamientos cercanos. Las fuerzas españolas asediaron la ciudad y sus aliados indígenas lograron escalar las paredes, penetrar en la fortaleza y le prendieron fuego; los sobrevivientes fueron marcados como esclavos para castigarles por su resistencia. Los habitantes de Chajul, al saberlo, inmediatamente se rindieron y los españoles continuaron hacia Uspantán en donde había diez mil guerreros, procedentes del área ocupada por los modernos municipios de San Juan Cotzal, Cunén, Sacapulas y Verapaz; el despliegue de la caballería española y el uso de las armas de fuego decidieron la batalla en favor de los españoles que ocuparon Uspantán y nuevamente marcaron como esclavos a todos los guerreros supervivientes. Los pueblos en los alrededores también se rindieron y en diciembre de 1530 finalizó la conquista de los Cuchumatanes. A partir de ese momento, la etnia ixil luego fue dividida en cuatro reducciones -o pueblos de indios-: Nebaj, Cotzal, Chajul, e Ilom.

### Tras la independencia de Centroamérica
Tras la Independencia de Centroamérica, San Juan Cotzal estuvo originalmente en el departamento de Totonicapán/Huehuetenango; ahora bien, tras la Reforma Liberal de 1871, el presidente de facto provisiorio Miguel García Granados dispuso crear el departamento de Quiché para mejorar la administración territorial de la República dada la enorme extensión del territorio de Totonicapán y de Sololá. De esta cuenta, el 12 de agosto de 1872 San Juan Cotzal pasó a formar parte del nuevo departamento de Quiché, junto con la nueva cabecera Santa Cruz del Quiché y Joyabaj, Lemoa, Chichicastenango, Chinic, Chiché, San Pedro Jocopilas, San Andrés Joyabajá, Cunem, San Miguel Uspantán, Patzité, Chujuyup, San Bartolo Jocotenango, Sacapulas, Nebaj, Chajul, Caniyá y Sacualpa.

### Guerra Civil de Guatemala
Durante la Guerra Civil de Guatemala -que duró entre 1960 y 1996- Cotzal se vio seriamente afectado por su cercanía a los municipios de la Franja Transversal del Norte, Chajul y Nebaj, que eran codiciados por ambos bandos en conflicto por la riqueza petrolera de la zona, especialmente en la selva de Ixcán. La aldea Chisís de este municipio fue un objetivo militar para el ejército, que consideraba que la aldea tenía un simbolismo especial para el EGP -organización guerrillera que actuaba en Huehuetenango y El Quiché- y creía que era desde allí se habían planeado y dirigido las principales operaciones que el EGP hizo en la región de Chajul, Cotzal, y Nebaj. En enero de 1982, el EGP atacó el destacamento militar de Cotzal; el ataque duró dos horas y veinte minutos, causando cien bajas militares y veinte bajas guerrilleras. El ejército y las PAC, en venganza, arrasaron Chisis el 13 de febrero de ese año, dejando aproximadamente doscientos civiles muertos.

## Economía

### Estructura agraria
La tenencia de la tierra incide en el desarrollo socioeconómico de la población y se refiere a los derechos sobre la tierra. En San Juan Cotzal existe tierra propia, arrendada, usufructo y ocupada y la desconcentración de la tierra del Municipio de multifamiliares grandes a microfincas, posibilitó el desarrollo del mercado de tierras y permitió a las familias realizar actividades agropecuarias de sosteniemiento independiente.

| Forma de tenencia | N.º Fincas (1979) | Superficie (Manz. 1979) | N.º Fincas (2003) | Superficie (Manz. 2003) | N.º Fincas (2008 | Superficie (Manz. 2008) |
| ----------------- | ----------------- | ----------------------- | ----------------- | ----------------------- | ---------------- | ----------------------- |
| Propia            | 1337              | 13127                   | 2416              | 12303                   | 307              | 474                     |
| Arrendada         | 153               | 225                     | 379               | 533                     | 4                | 169                     |
| Colonato          | -                 | -                       | 128               | 368                     | -                | -                       |
| Usufructo         | -                 | -                       | 61                | 248                     | 2                | 17                      |
| Ocupada           | -                 | -                       | 32                | 108                     | 2                | 5                       |
| Otras             | 191               | 1919                    | -                 | -                       | -                | -                       |
| TOTAL             | 1681              | 15271                   | 3016              | 13560                   | 315              | 665                     |

| Descripción              | Fincas (manz.) | Porcentaje | Producto Tamaño cantidad | Porcentaje | Cantidad Acumulada | Porcentaje Acumulado |
| ------------------------ | -------------- | ---------- | ------------------------ | ---------- | ------------------ | -------------------- |
| Microfincas              | 255            | 15.17      | 140.65                   | 0.92       | 15.17              | 0.92                 |
| Subfamiliares            | 1258           | 75.00      | 4808.84                  | 31.49      | 90.17              | 32.41                |
| Familiares               | 160            | 9.52       | 2915.32                  | 19.09      | 99.69              | 51.50                |
| Multifamiliares medianas | 6              | 0.30       | 807.01                   | 5.28       | 99.99              | 56.78                |
| Multifamiliares grandes  | 2              | 0.01       | 6599.00                  | 43.22      | 100.00             | 100.00               |
| TOTAL 1979               | 1681           | 100.00     | 15271.17                 | 100.00     | N/A                | N/A                  |
| Microfincas              | 678            | 22.48      | 7431.77                  | 54.80      | 22.48              | 54.80                |
| Subfamiliares            | 726            | 24.07      | 1027.19                  | 7.58       | 46.55              | 62.38                |
| Familiares               | 204            | 6.76       | 513.23                   | 3.78       | 53.31              | 66.16                |
| Multifamiliares medianas | 1304           | 43.24      | 4299.21                  | 31.71      | 96.55              | 97.87                |
| Multifamiliares grandes  | 104            | 3.45       | 288.98                   | 2.13       | 100.00             | 100.00               |
| TOTAL 2003               | 3016           | 100.00     | 13560.38                 | 100.00     | N/A                | N/A                  |
| Microfincas              | 150            | 47.62      | 468                      | 70.38      | 47.62              | 70.38                |
| Subfamiliares            | 162            | 51.43      | 174                      | 26.16      | 99.05              | 96.54                |
| Familiares               | 2              | 0.63       | 5                        | 0.75       | 99.68              | 97.29                |
| Multifamiliares medianas | 1              | 0.32       | 17                       | 2.56       | 100.00             | 99.85                |
| Multifamiliares grandes  | -              | -          | 1                        | 0.15       | -                  | 100.00               |
| TOTAL 2008               | 315            | 100.00     | 665                      | 100.00     | N/A                | N/A                  |

| Ocupación | Superficie (manz. 1979) | Porcentaje (1979) | Superficie (manz. 2003) | Porcentaje (2003) | Superficie (manz. 2008) | Porcentaje (2008) |
| --------- | ----------------------- | ----------------- | ----------------------- | ----------------- | ----------------------- | ----------------- |
| Agrícola  | 9844                    | 64                | 6959                    | 47                | 381                     | 57                |
| Bosque    | 3703                    | 24                | 5299                    | 45                | 252                     | 38                |
| Pastos    | 1463                    | 10                | 713                     | 5                 | 12                      | 2                 |
| Otras     | 261                     | 2                 | 589                     | 3                 | 20                      | 3                 |
| TOTAL     | 15271                   | 100               | 13560                   | 100               | 665                     | 100               |

## Servicios básicos e infraestructura
El municipio no tiene vertedero de basura, planta de tratamiento de desechos sólidos o, incluso, cultura ambientalista; los pobladores extraen los desechos inorgánicos y los arrojan en ríos, laderas o sitios baldíos y se deshacen de sus desechos orgánicos cavando agujeros de por lo menos dos metros de profundidad y utilizándolos como abono orgánico. En la región hay catorce cementerios, aunque el único de ellos que está debidamente autorizado es el que está a la entrada de la cabecera municipal, y cuenta con infraestructura básica como caminos, nichos colectivos, servicio de mantenimiento y seguridad proporcionados por la municipalidad. Los trece restantes carecen de autorización e infraestructura mínima para brindar el servicio de inhumación.

### Educación
San Juan Cotzal tiene numerosos centros educativos públicos: veintidós están dirigidos por el Ministerio de Educación y treinta y siete por el Programa Nacional de Educación (PRONADE), el cual provee un modelo de trabajo distinto con la participación de los padres de familia para el apoyo de las actividades y funciones educativas. En el nivel preprimario de 1994 a 2008, la tasa de deserción disminuyó 58 %, aunque ésta se sigue dando por el escaso interés de continuar los estudios, incorporación a actividades laborales y carencia de alimentación balanceada.
| Nivel         | 1994    | 1994    | 1994        | 1994  | 2008    | 2008    | 2008        | 2008  |
| ------------- | ------- | ------- | ----------- | ----- | ------- | ------- | ----------- | ----- |
| Nivel         | Público | Privado | Cooperativa | Total | Público | Privado | Cooperativa | Total |
| Preprimaria   | 377     | -       | 108         | 485   | 478     | -       | 136         | 614   |
| Primaria      | 1756    | -       | 37          | 1793  | 3118    | 63      | 51          | 3232  |
| Nivel medio   |         |         |             |       |         |         |             |       |
| Básico        | -       | -       | 84          | 84    | -       | -       | 558         | 5582  |
| Diversificado | -       | -       | -           | -     | -       | -       | 77          | 77    |
| TOTAL         | 2133    | -       | 229         | 2362  | 3596    | 63      | 822         | 4481  |

| Nivel         | 1994    | 1994    | 1994        | 1994  | 2008    | 2008    | 2008            | 2008  |
| ------------- | ------- | ------- | ----------- | ----- | ------- | ------- | --------------- | ----- |
| Nivel         | Público | Privado | Cooperativa | Total | Público | Privado | Cooperativa     | Total |
| Preprimaria   | 12      | -       | 3           | 15    | 22      | -       | Sin información | 22    |
| Primaria      | 30      | -       | 2           | 32    | 96      | -       | Sin información | 96    |
| Nivel medio   |         |         |             |       |         |         |                 |       |
| Básico        | 8       | -       | 6           | 14    | 23      | -       | 9               | 32    |
| Diversificado | -       | -       | -           | -     | -       | -       | 10              | 10    |
| TOTAL         | 50      | -       | 11          | 61    | 141     | -       | 19              | 160   |

| Nivel de escolaridad | Población estudiantil en 1994 | Población estudiantil en 1994 | Población estudiantil en 1994 | Población estudiantil en 2008 | Población estudiantil en 2008 | Población estudiantil en 2008 |
| -------------------- | ----------------------------- | ----------------------------- | ----------------------------- | ----------------------------- | ----------------------------- | ----------------------------- |
| Nivel de escolaridad | Alumnos inscritos             | Cobertura                     | %                             | Alumnos inscritos             | Cobertura                     | %                             |
| Preprimaria          | 2436                          | 485                           | 20                            | 6237                          | 614                           | 10                            |
| Primaria             | 3201                          | 1793                          | 57                            | 4490                          | 3232                          | 72                            |
| Nivel medio          |                               |                               |                               |                               |                               |                               |
| Básico               | 2080                          | 84                            | 4                             | 3908                          | 558                           | 14                            |
| Diversificado        | -                             | -                             | -                             | 5664                          | 77                            | 1                             |
| TOTAL                | 7717                          | 2362                          |                               | 20299                         | 4481                          |                               |

| Nivel         | 1994    | 1994    | 1994        | 1994  | 1994 | 2008    | 2008    | 2008        | 2008  | 2008 |
| ------------- | ------- | ------- | ----------- | ----- | ---- | ------- | ------- | ----------- | ----- | ---- |
| Nivel         | Público | Privado | Cooperativa | Total | %    | Público | Privado | Cooperativa | Total | %    |
| Preprimaria   | 36      | -       | 22          | 58    | 67   | 18      | -       | 8           | 26    | 9    |
| Primaria      | 9       | -       | 2           | 11    | 13   | 135     | 5       | 52          | 192   | 68   |
| Nivel medio   |         |         |             |       |      |         |         |             |       |      |
| Básico        | 12      | -       | 5           | 17    | 20   | 53      | -       | 5           | 58    | 21   |
| Diversificado | -       | -       | -           | -     | -    | -       | -       | 5           | 5     | 2    |
| TOTAL         | 57      | -       | 29          | 86    | 100  | 206     | 5       | 70          | 281   | 100  |

### Salud
En la cabecera municipal al inicio de la década de 1980, sólo existía salud preventiva y curativa; en 1983 se fundó el centro de salud tipo B que funciona en dos jornadas de lunes a domingo. El servicio de salud pública cubre 83 % del total de los hogares y es atendido por un médico y nueve enfermeras auxiliares. Además, existen cinco puestos de salud en el área rural en las comunidades de Santa Avelina, Chichel, Ojo de Agua, San Felipe y Vichibalá. Las comunidades que tienen centros de convergencia son: Asich, Cajixay, San Francisco, Los Ángeles, Pinal, Quisis, Sajubal, San Marcos, Tixelap, Villa Hortensia Antigua, Villa hortensia I, Villa Hortensia II y Xetupul II. Por su parte, el Instituto Guatemalteco de Seguridad Social (IGSS), tiene un centro en el casco urbano en donde ofrece consulta externa, maternidad y enfermedad común. El centro es atendido por un médico, una enfermera y personal administrativo.
Otras organizaciones que apoyan en actividades de salud entre son: Clínica Parroquial, Compañero en salud, Fundación Agros, Centro Estudiantil Amiguitos de Jesús, Hogares Comunitarios, y el Programa de Seguridad Alimentaria (PROMASA).

### Servicio de agua potable y drenajes
Para la obtención del recurso hídrico en el municipio, se utilizan las vertientes de ríos cercanos y pozos, y en el área urbana se recolecta por medio de tuberías. Ahora bien, el agua es escasa durante la temporada seca —de noviembre a abril— y durante la temporada lluviosa —de mayo a octubre- el deficiente sistema de tratamiento de aguas hace que el producto final tenga impureas que no permite utilizarla para higiene o alimentación.
En el área urbana el 76 % de los hogares posee letrinas, ya sea aboneras o lavables y solamente unas cuantas están conectadas al sistema de alcantarillas; en el área rural, existgen cuatro comunidades que hasta 2008 carecían por completo de letrinas o similares. En cuanto a la red de alcantarillado en sí, la misma es deficiente, al punto de que el 85 % de los centros poblados no posee drenajes, lo que obliga a los pobladores a utilizar sistemas alternos, como la fosa séptica y el pozo ciego.

### Energía eléctrica
Desde el año 1997, la empresa Distribuidora de Electricidad de Occidente, S.A. (DEOCSA), es la que presta el servicio eléctrico de forma regular con pocas fallas técnicas. La cobertura de este servicio se incrementó en 64 % entre 1994 y 2008. Mientras tanto, las personas que carecen del mismo suplen la necesidad con medios alternativos de iluminación como: ocote, candiles de kerosén y candelas. El alumbrado público cubría únicmanete el 18% del municipio en 2008.

### Riesgos
El Municipio en general se ubica en áreas con pendientes inclinadas en un 44 %, que lo hace vulnerable a riesgos de tipo natural como derrumbes y deslaves a la mayor parte de las comunidades. La infraestructura de las viviendas en las comunidades se compone de materiales débiles en el techo, las paredes y los cimientos como: paja, cartón, teja, adobe y piedras, lo que las hace vulnerables de sufrir daños al momento de un desastre.
He aquí la matriz de identificación de riesgos de 2008:
| Causa               | Efecto                                                | Comunidades |
| ------------------- | ----------------------------------------------------- | --- |
| Terremotos          | Daño a las viviendas y pérdida de vidas               | San Juan Cotzal y aldeas |
| Inundaciones        | Deterioro a las viviendas y cultivos                  | San Juan Cotzal, Q’anel, Tixelap, Asich, Xobalpé, San Felipe Chenlá, Chichel, Chisis, Santa Avelina, Titzach, San Marcos Cumlá, Quisis, San Francisco y Vichemal. |
| Deslaves            | Daños a las viviendas y destrucción de vías de acceso | Los Ángeles, Villa Hortensia I, San Felipe Chenlá, La Bendición y Quisis. |
| Heladas             | Pérdida de cultivos                                   | Pulay, Los Ángeles, Tixelap, Namá, Belén, Cajixay, Chisís, Titzach, Quisís y Ojo de Agua. |
| Sequías             | Pérdida de cultivos                                   | Chisís y Vichemal. |
| Deforestación       | Destrucción de área boscosa y vida silvestre          | Q’anel, Tixelap, Asich, San Nicolás, La Esperanza, Tinimachin, Villa Hortensia I, Cajixay, Buenos Aires, San Felipe Chenlá, Pamaxán, Santa Avelina, San Marcos Cumlá, Quisís, Pinal, Vichemal y Ojo de Agua. |
| Ríos contaminados   | Pérdida de afluentes                                  | San Juan Cotzal, Los Ángeles, Tixelap, San Felipe Chenlá, Xobalpé, Belén, Pinal, Tinimachin, Pamaxán, Chichel, Santa Avelina, San Marcos Cumlá y San Francisco. |
| Basura              | Enfermedades infecciosas                              | San Juan Cotzal, San Felipe Chenlá, Quisís, Ojo de Agua, Vichemal, San Francisco, San Marcos Cumlá, Titzach, Chisís, Chichel, Buenos Aires, Villa Hortencia Antigua, Cajixay, Xolcó, Villa Hortencia I, Namá, La Esperanza, San Nicolás, Asich, Tixelap, Q’anel, Pulay, Belén, Pamaxán, La Bendición, Santa Avelina, Pinal y Tinimachín. |
| Grupos Antisociales | Inseguridad ciudadana y pérdida de valores            | San Juan Cotzal, Los Ángeles, Belén, San Felipe Chenlá y Pinal. |

| Tipificaciones            | Vulnerabilidad                                                                         | Sector                                                        |
| ------------------------- | -------------------------------------------------------------------------------------- | ------------------------------------------------------------- |
| Ambientales-ecológicas    | Erosión de suelos, deslizamientos y derrumbes                                          | Área rural                                                    |
| Físicas                   | Material débil en construcción de viviendas e infraestructura de edificios públicos.   | Asentamientos aledaños a la Cabecera Municipal, y área rural. |
| Económicas                | Limitación al acceso a la tenencia de la tierra                                        | Área rural y urbana.                                          |
| Sociales                  | Desintegración familiar e inseguridad ciudadana                                        | Área urbana.                                                  |
| Educativas                | Deserción escolar, falta de infraestructura para escuelas y de personal administrativo | Área rural y urbana                                           |
| Culturales                | Pérdida de costumbres, vestuario y entrada de nuevas culturas                          | Área urbana.                                                  |
| Políticas institucionales | Falta de planes de desarrollo, falta de organización social y comunitaria              | Área rural y urbana.                                          |
| Ideológicas               | Introducción de nuevas concepciones religiosas                                         | Área rural y urbana.                                          |

## Infraestructura productiva

### Sistemas de riego
No existen sistemas de riego en el Municipio para plantaciones con superficies extensas, como consecuencia de los altos costos que representa y la falta de organización productiva, provoca que las personas que se dedican a actividades agrícolas estén limitadas al uso de la lluvia como fuente natural de riego, a pesar de que la localidad posee suficientes recursos hídricos.

### Unidades de mini-riegos
En menores extensiones de terreno son utilizados los sistemas por aspersión o goteo en cultivos de hortalizas en invernaderos localizados en las aldeas de Cajixay, Belén y La Bendición con asistencia técnica y financiera de Fundación Agros.

### Centros de acopio
Se observó dos centros de acopio, uno ubicado en Fundación Agros que se utiliza de forma exclusiva para almacenar la cosecha de arveja china de exportación y otro localizado en la aldea Santa Avelina en la Cooperativa Maya Ixil para almacenamiento de café orgánico. El resto no tiene acceso a la infraestructura necesaria para facilitar la comercialización de los productos.

### Mercados
En el área urbana está construido un edificio desde el año 2004 para el mercado municipal, donde los comerciantes locales y de comunidades aledañas ofrecen sus productos.
El edificio cuenta con un total de 36 locales comerciales, en los que se ofrece ropa nueva, trajes típicos, artesanías, zapatos, verduras y carnes; los locales están arrendados en su totalidad y la tarifa es de Q50.00 mensuales que pagan a la Municipalidad. Los vendedores de alimentos y enseres se asientan en los alrededores y la tarifa municipal oscila entre Q1.00 y Q4.00 diarios por derecho de plaza. El día de mercado más importante es el sábado, y los días miércoles y viernes se realizan ventas en menor escala.
En la Aldea Santa Avelina los días de mercado son lunes, miércoles y sábado, los vendedores utilizan un área aproximada de 100 m², dentro del parque porque no poseen infraestructura adecuada. Los habitantes de la Finca San Francisco realizan actividades de mercado en un lugar designado por el administrador, donde se presentan los vendedores que residen en lugares colindantes, en especial el domingo que es el de mayor actividad.

### Rastros
Se identificaron tres rastros en el Municipio, uno ubicado en el casco urbano, y dos en el área rural. En la aldea Santa Avelina y Finca San Francisco no cumplen con las normas de salubridad; en la Cabecera Municipal, la sangre y vísceras de los animales son arrojados al Río Chamul lo que provoca contaminación. En las aldeas los carniceros destazan en el traspatio de las casas.

### Vías de acceso
El acceso al Municipio es por carretera pavimentada desde la Cabecera Departamental hasta el centro del casco urbano, las calles paralelas a la principal están construidas de concreto.
Las carreteras que conducen a los centros poblados son de terracería y balasto en algunas secciones, transitables en época seca y en época lluviosa con vehículo de doble tracción por la inclinación y consistencia del terreno.
Los dos caminos importantes a partir de la Cabecera Municipal se extienden uno al oeste y otro al suroeste, ambos permiten llegar con vehículo al 72% de las comunidades, sin embargo, el resto carece de acceso vehicular. En cuanto a las vías de acceso peatonales se utilizan veredas, senderos y caminos vecinales, que a pesar de ser distancias cortas, lleva hasta tres horas y media de camino a pie por lo quebrado del terreno.

### Puentes
El Municipio posee puentes construidos de concreto que permiten el paso vehicular y peatonal, en el área urbana se encuentran: Chamul, Tu Horno, Tu aa y Tiaxaj.
En el área rural se localizan los puentes: Chenlá, Chichel, Muro Tzikootz, Xecox, y Villa Hortensia II,en el año 2014 se construyó un puente de terraza de rumbo a la aldea Chisis y Quisis.

### Transporte
La población utiliza distintos tipos de transporte: de pasajeros, encomiendas, comerciales y de carga. Para el primero, se utilizan microbuses tipo panel, la ruta es hacia los municipios de Santa María Nebaj y San Gaspar Chajul, el costo del pasaje es de Q7.00.
El servicio de bus extraurbano tiene ruta de Santa Cruz de Quiché hacia San Juan Cotzal, luego a Santa Avelina y concluye su recorrido en la Finca San Francisco y viceversa a una tarifa de Q.15.00.
El transporte de encomienda lo realiza Cargo Express y la correspondencia la oficina de El Correo. El comercial se compone de empresas de alimentos y bebidas que surten a tiendas y otros negocios; el de carga está constituido por camiones que llevan madera y otros bienes.
Para la aldea Santa Avelina se presta el servicio de viajes en panel o pick-up a un precio de Q4.00. Para las otras aldeas existe transporte privado con un precio que oscila entre Q300.00 y Q700.00 por viaje según la distancia y tiempo de permanencia en el lugar de destino.

### Telecomunicaciones
Los pobladores del Municipio se comunican por la red de telefonía celular, las empresas que prestan el servicio son COMCEL, S.A. y TELGUA, S.A. El servicio de televisión por cable lo facilitan dos compañías, además, se tiene acceso al servicio de internet satelital.

## Organización social y productiva
Antes de 1970, la organización más importante era el «Consejo de Principales», quienes estaban encargados de resolver cualquier conflicto que surgiera entre las comunidades. Sin embargo, luego de la guerra civil las organizaciones se disolvieron para no ser catalogadas como insurgentes. La situación empezó a mejorar luego de la firma de los Acuerdo de Paz de 1996, y a partir de entonces se fundaron los primeros grupos de apoyo comunitario. Con la promulgación del Decreto N.º 11-2002 —Ley de los Consejos de Desarrollo Urbano y Rural— se dio apoyo para la formación de organizaciones sociales que promovieran el desarrollo de las comunidades. Por su parte, las organizaciones productivas son nuevas pues no surgieron hasta después del cese de hostilidades durante la guerra; se han constituido de forma legal, aunque existen algunas organizaciones ilegales que únicamente buscan el provecho particular.
Entre las organizaciones sociales están:
- Comité de Desarrollo Integral: motiva el progreso social y económico en Chichel, Buenos Aires, Villa Hortensia Antigua, Tixelap, San Felipe, Quisis, Belén, Asich y La Esperanza
- Comité de Mujeres: promueve el desarrollo económico y la dignificación de la mujer en Buenos Aires, Tixelap, San Juan Cotzal, Santa Avelina, Vichibalá, Quisis, Asich, San Marcos Cumlá y La Esperanza.
- Comité de Padres de Familia: se reúne en Tixelap, Los Ángeles, Ojo de Agua, Santa Avelina y San Felipe.
- Asociación Magisterial Cotzalense: con presencia en todo el municipio[49]

En cuanto a las organizaciones productivas, éstas son:
- Asociación Desarrollo Integral de Cotzal: promueve el crédito agrícola y pecuario en el municipio
- Cooperativa de Artesanías y Tejidos Cotzal Archivado el 15 de febrero de 2017 en Wayback Machine.
- Cooperativa Maya Ixil: apoya la comercialización de café orgánico en Santa Avelina
- Asociación Productores de Café: brinda asistencia técnica para la producción de café orgánico en Santa Avelina[49]

## Entidades de apoyo
Entidades estatales y privadas que prestan servicio o brindan apoyo al desarrollo social, económico o cultural del Municipio.
El Estado proporciona servicios a la población del Municipio, a través de las siguientes entidades:
- Academia de Lenguas Mayas: Inició labores de enseñanza en 1995, es una institución pública que se dedica a la investigación de variantes de distintos dialectos, que luego enseña a las personas. Además, brinda diplomados para servidores públicos en el área urbana y rural.
- Consejo Técnico de Apoyo: Institución pública que pertenece al Ministerio de Educación y que apoya la educación a través del control en los niveles educativos de la localidad.
- Juzgado de Paz: Inició funciones a partir de 1993, brinda apoyo penal, civil y familiar a todas las personas del Municipio, realiza juicios orales y penaliza la violencia intrafamiliar.
- Policía Nacional Civil -PNC-: Las operaciones de esta entidad iniciaron en 1990, ésta vela por la seguridad de los habitantes y de los bienes del Municipio. Brinda apoyo a las autoridades en el momento de crisis.
- Cruz Roja: Se instituyó en 1992, presta servicio de primeros auxilios, apoyo a la población y facilita albergues al momento de ocurrir desastres.
- Instituto Nacional de Bosques -INAB-: Comenzó labores en el 2002 como entidad autónoma descentralizada con el objetivo de promover y fomentar el desarrollo forestal, evitar la tala inmoderada e incendios en áreas boscosas.

Instituciones que contribuyen al desarrollo integral de las comunidades a través de programas sociales, económicos o culturales, en el Municipio se identificaron las siguientes:
- Fundación Agros: Desde el año 1989 promueve el desarrollo agrícola, pecuario y artesanal, a través de programas de mejora a la infraestructura, organización social y educación.
- Espacios Amigables: Encargada de brindar educación y capacitación integral relacionada con temas de salud y computación a jóvenes. Funciona desde 2005.
- Programa de Seguridad Alimentaria PROMASA (English: Save the Children): Proporciona alimentos y becas a los habitantes de las comunidades del Municipio.
- Fundación Guillermo Toriello: Inició labores en 2005, fortalece los programas de desarrollo social y de vivienda, asimismo, focaliza la incidencia hacia el desarrollo rural.
- Ser Ixil: Realiza actividades desde 1996, facilita la organización, capacitación técnica y acompañamiento a las comunidades y municipalidades en la búsqueda de alternativas para la gestión integrada del recurso hídrico. Contribuye a mejorar las condiciones sociales con alimentos y agua.

Otras instituciones que existen en el municipio son:
- Cooperativa Todos Nebajenses, R.L. (COTONEB): desde 2003 presta servicios de salud
- Cooperativa Maya Ixil, R.L.: loclaizada en Santa Avelina, desde 1998 brinda ayuda habitacional y educativa y proporciona asistencia técnica agrícola.
- Instituto Guatemalteco de Educación Radiofónica (IGER): por medio de la radio educa a las personas a nivel medio.
- Radio Evangélica Cotzalence: difunde mensajes espirituales y sociales.

## Actividades productivas
La actividad que genera mayor valor de producción es la agrícola, mientras que la que genera mayor fuente de empleo es el comercio. El detalle de cada una de las actividades productivas se presenta en esta tabla:
| Productos | Producción en quintales | Valor total producción en Quetzales |
| --------- | ----------------------- | ----------------------------------- |
| Maíz      | 6691                    | 802920                              |
| Frijol    | 679                     | 203700                              |
| Café      | 51780                   | 10,356,000                          |
| TOTAL     | 59150                   | 11,362,620                          |

| Negocio                   | Total negocios | Valor total por actividad comercial en Quetzales |
| ------------------------- | -------------- | ------------------------------------------------ |
| Transporte colectivo      | 20             | 2,520,000                                        |
| Molino de nixtamal        | 70             | 1,260,000                                        |
| Cable de televisión       | 3              | 540000                                           |
| Peluquería                | 12             | 201600                                           |
| Servicio fotográfico      | 4              | 156000                                           |
| Centro de fotocopiado     | 5              | 150000                                           |
| Centro de entretenimiento | 2              | 144000                                           |
| Hotel                     | 3              | 144000                                           |
| Taller y pinchazos        | 3              | 99000                                            |
| Academia de cómputo       | 2              | 84000                                            |
| Clínica dental            | 1              | 60000                                            |
| Emisora de radio          | 1              | 42000                                            |
| Conjunto musicales        | 1              | 36000                                            |
| Reparación de calzado     | 5              | 30000                                            |
| Levantado de texto        | 3              | 28800                                            |
| Escuela de idiomas        | 1              | 24000                                            |
| Alquiler de pulpero       | 8              | 2880                                             |
| TOTAL                     | 144            | 5,522,280                                        |

| Negocio                      | Total negocios | Valor total por actividad comercial en Quetzales |
| ---------------------------- | -------------- | ------------------------------------------------ |
| Tiendas                      | 260            | 3,540,000                                        |
| Carnicería                   | 22             | 1,200,000                                        |
| Venta de gasolina            | 51             | 612000                                           |
| Ferretería                   | 4              | 576000                                           |
| Comedor y cafetería          | 7              | 315000                                           |
| Herrería                     | 3              | 288000                                           |
| Carpintería                  | 6              | 240000                                           |
| Panadería                    | 6              | 216000                                           |
| Artículos varios Q9.99       | 12             | 172800                                           |
| Venta de hilos               | 2              | 168000                                           |
| Farmacia (venta de medicina) | 7              | 142800                                           |
| Venta de licor               | 3              | 131400                                           |
| Accesorios para celular      | 6              | 129600                                           |
| Librería                     | 7              | 100800                                           |
| Venta de zapatos             | 4              | 96000                                            |
| Venta de gas propano         | 2              | 43200                                            |
| Venta de ropa nueva          | 1              | 42000                                            |
| Heladería                    | 1              | 36000                                            |
| Insumos agrícolas            | 1              | 24000                                            |
| Distribución de periódico    | 1              | 2400                                             |
| TOTAL                        | 406            | 8,076,000                                        |

| Productos | Producción en cabezas de ganado | Valor total producción en Quetzales |
| --------- | ------------------------------- | ----------------------------------- |
| Bovino    | 124                             | 496000                              |
| Avícola   | 1,490                           | 89400                               |
| Porcino   | 69                              | 31050                               |
| Ovino     | 37                              | 29600                               |
| Caprino   | 23                              | 18400                               |
| TOTAL     | 1743                            | 664450                              |

| Actividad   | Producción unidades | Valor total producción en Quetzales |
| ----------- | ------------------- | ----------------------------------- |
| Tejidos     | 6840                | 674400                              |
| Del maguey  | 9000                | 125280                              |
| Carpintería | 252                 | 91980                               |
| Herrería    | 90                  | 41318                               |
| Sastrería   | 225                 | 13500                               |
| Panadería   | 25000               | 7500                                |
| Candelería  | 6000                | 6000                                |
| TOTAL       | 47407               | 959,978                             |

## Aspectos culturales y deportivos
Del 20 al 24 de junio se celebra la feria titular de San Juan Cotzal, dedicada al patrono San Juan Bautista; también se conmemoran la Semana Santa, el día de los difuntos, Navidad y año nuevo, en donde se comparten panes, miel y se disfrutan los platillos típicos. Como parte del folclore se realiza los bailes de la conquista, del colibrí y de los convites.
Los hombres mayores de 40 años, utilizan como vestuario en ceremoniales mayas un sombrero de palma blanca, con franjas de color negro o morado, pantalón de tela oscuro, camisa blanca y saco rojo. La indumentaria diaria masculina es de fabricación industrial, por la influencia masiva del comercio, que incluye pantalón, cincho, zapatos y camisas de distintos colores. En el caso de las mujeres se mantiene la tradición de utilizar corte, rebozo y el güipil tejido por ellas o el de otros departamentos como Quetzaltenango.
En el Municipio existen 13 lugares sagrados en donde se realizan ceremonias mayas, entre los más importantes se pueden mencionar Vik´achipamak´, Vi´Xhaltasion, Vi´ Mam K´ub´, Vi´ Chaala y Viaq´a´n, este último es el mayor de todos y el más concurrido por los guías espirituales.
La gastronomía del lugar es de preparación sencilla y con insumos que se obtienen en el territorio, entre los platillos más importantes se encuentran el Boxbol (tamal envuelto en hoja de güisquil y pepitoria), Ta´l ju´ k´um (hojas y puntas de ayote) y Xe´p (tamal de fríjol tierno). Las bebidas son elaboradas a base de maíz, como el jolim q'ota (atol de masa sin azúcar) y el café.
Los idiomas predominantes en el Municipio son: Ixil, K´iche´ y español, se practica la religión cristiana católica y protestante, así como, la espiritualidad Maya Ixil.
Se desarrollan distintas actividades deportivas, como los campeonatos de fútbol y básquetbol a nivel masculino y femenino, en donde participan equipos de la Cabecera Municipal y algunas aldeas.